# ФК Граничар Адашевци
ФК Граничар Адашевци је фудбалски клуб из Адашеваца, основан 1924. године и тренутно се такмичи у међуопштинскoj лиги срем-запад у петом такмичарском нивоу српског фудбала.

## Историја
Основан је средином двадесетих година 20. века, након формирања првих клубова у Шиду, Сремској Митровици и Илоку. Због непостојања редовних такмичења, клуб је у годинама пред Други светски рат одигравати углавном пријатељске утакмице са суседним клубовима. Велику улогу у формирању, као и бригу о клубу водио је Војин Рајшић. Одмах по завршетку Другог светског рата, у којем је велики број фудбалера из овог клуба учествовало на страни НОБ-а, спадао је у ред најуспешнијих фудбалских клубова са подручја општине Шид.
Велики број талентованих играча који су поникли у Граничару касније је наступао за бројне познате фудбалске клубове са простора некадашње Југославије. Имена као што су: Раде Вурдеље, Немање Миљеновића, Лазара Крајиновића, Боривоја Маринковића, Миленка Антуновића, Боривоја Јеремића, Душана Јелесина, Ратковића Ћапана, Јове Живковића, Љубомира Јелесина, Добривоја Јелесина, Ђорђа Милошевића, Милана Живковића, Николе Маховаца, Веље Ринчића, Радивоја Вукмира, Боре Молдовановића и многих других са правом се налазе уписана у анале фудбалског клуба из Адашеваца.
Најуспешнији период Граничара био је крајем шездесетих и почетком седмадесетих година 20. века, када је екипа успела да освоји титулу првака Сремске фудбалске лиге, избори пласман у Н-С зону и нађе се међу најуспешнијим клубовима из Војводине. Имена Будића, Макивића, Рајшића и тренера Дулета остаће златним словима уписана у анале клуба из Адашеваца. Након овог успеха ФК Граничар је деценијама био један од најбољих клубова у Сремској фудбалској лиги.
Године 2009. приведена је крају изградња стадиона у Адашевцима, димензија 110x65 m², који тренутно представља један од најлепших и најфункционалнијих спортских објеката овакве намене у Срему.
У сезони 2012/2013. Граничар је постао шампион Сремске лиге.

## Састав тима
Таблеа састава тима
| Бр. |        | Позиција | Играч                |
| --- | ------ | -------- | -------------------- |
| 1   | Србија | Г        | Никола Лужајић       |
| 2   | Србија | С        | Александар Антуновић |
| 3   | Србија | О        | Стојан Панић         |
| 4   | Србија | О        | Горан Скакавац       |
| 5   | Србија | С        | Горан Вукмир         |
| 6   | Србија | С        | Борис Младеновић     |
| 7   | Србија | О        | Зоран Вурдеља        |
| 8   | Србија | Н        | Војислав Малић       |
| 9   | Србија | С        | Зоран Грујичић       |
| 10  | Србија | Н        | Милош Дерајић        |
| 11  | Србија | О        | Миленко Васић        |
| 13  | Србија | С        | Живко Вујић          |
| 14  | Србија | О        | Гојко Кончар         |
| 15  | Србија | С        | Тодор Кнежевић       |
| 16  | Србија | С        | Милош Бошњаковић     |
| 17  | Србија | О        | Јован Марковић       |
| 19  | Србија | О        | Милан Мијатовић      |
| 20  | Србија | С        | Миленко Миличић      |
| 20  | Србија | Н        | Петар Николић        |
| 42  | Србија | Г        | Мирослав Илић        |